# Райдер (шоу-бізнес)
Райдер (від англ. ride — поїздка, їхати) — список вимог артиста (або групи артистів), що ставляться організаторам гастрольних виступів. Фактично, це перерахування умов, яких потребують артисти до, під час і після виступу. 
В українській мові є відповідник цього іншомовного слова — виряд, яке в «Українському військовому звичáї означає набір, сукупність предметів побуту, харчів, похідного спорядження, озброєння та боєзапасу для певного походу, наступу, нападу, розгортання, пересування тощо». Це слово відоме з 19 століття, у 20 столітті воно пов'язане з Українськими Січовими Стрільцями, Українською Повстанською Армією, а також провійськовими товариствами на взірець Пласт, Сокіл, Січ тощо. 
Зазвичай райдер ділиться на дві частини: технічну та побутову. 
Здебільшого чим «зірковіший» артист, тим більший його райдер як за обсягом, так і за строгістю вимог його виконання. Наприклад, малознаний артист чи група можуть навіть не мати особливих вимог у райдері — житло і транспорт вони забезпечують собі самі. Популярні виконавці в документі прописують (звичайно, не самі, а їхні агенти) практично кожен момент перебування в тому чи іншому місці.
Для шанувальників особливий інтерес становить саме побутова частину райдеру зірок, зокрема, коли в ньому є екстравагантні «зіркові» претензії. Наприклад, до їжі (зірка вимагає вегетаріанську кухню), до квітів (наприклад, в гримерці неодмінно повинні бути білі орхідеї) чи ще до чогось іншого. 
Слово «райдер» — це професійний сленг. Іноді воно може дещо змінювати свій сенс. Так, іншим поширеним значенням цього слова є список населених пунктів, де виступає артист у ході туру. 